# Новоникольское (Башкортостан)
Новоникольское (баш. Яңы Никольский) — село в Благоварском районе Башкортостана, относится к Алексеевскому сельсовету.

## Население
| 2002 | 2009 | 2010 |
| ---- | ---- | ---- |
| 324  | ↘313 | ↘282 |

Согласно переписи 2002 года, преобладающие национальности — русские (40 %), немцы (29 %).

## Географическое положение
Находится на правом берегу реки Кармасан.
Расстояние до:
- районного центра (Языково): 30 км,
- центра сельсовета (Пришиб): 5 км,
- ближайшей ж/д станции (Благовар): 46 км.